# Liwa Thuwar al-Raqqa
Liwa Thuwar al-Raqqa (en árabe لواء ثوار الرقة, en inglés Raqqa Revolutionaries' Brigade, Brigada de Revolucionarios de Raqqa) fue un grupo rebelde activo en la guerra civil siria. Se formó en septiembre de 2012 en la Gobernación de Raqqa. Aliada con facciones yihadistas en sus inicios, se unió a las Fuerzas Democráticas Sirias en 2015. Durante una entrevista de Aymenn Jawad Al-Tamimi, el director de medios de Liwa Thuwar al-Raqqa afirmó que el grupo busca crear un  "estado civil democrático". También señalo que el grupo no tenía relación con la Coalición Nacional Siria manejada por Turquía.
Entre finales de 2015  a mediados de 2017, el grupo fue conocido como Jabhat Thuwar al-Raqqa (en árabe جبهة ثوار الرقة, Jabhat Thūwwār ar-Raqqah), o el Frente de Revolucionarios de Raqqa .

## Historia

### Liwa Thuwar al-Raqqa
El fundador y comandante de Liwa Thuwar al-Raqqa es Ahmad al-Othman bin Alloush, miembro de una tribu árabe en la región de Raqqa, conocido por su nombre de guerra Abu Issa al-Raqqawi. Con el inicio de la guerra civil siria, Abu Issa participó en las protestas contra el gobierno de Bashar al-Ásad en la ciudad de Raqqa y fue arrestado dos veces. En 2012, estableció un grupo armado en el área de Raqqa. El 19 de septiembre, rebeldes capturaron la ciudad fronteriza de Tell Abyad . El grupo de Abu Issa pronto se unió a otros 6 en el área para formar Liwa Thuwar al-Raqqa, inicialmente con base en Tell Abyad y parte del Consejo Militar Revolucionario en la Gobernación de Raqqa.
En diciembre de 2012, 3 grupos rebeldes en Raqqa y sus alrededores se unieron a Liwa Thuwar al-Raqqa. En el mismo mes, Liwa Thuwar al-Raqqa se unió a una coalición llamada Frente de Liberación de Raqqa, junto con otros grupos, incluida la Brigada Ahfad al-Rasul. Junto con el Frente al-Nusra y Ahrar al-Sham, estos grupos capturaron la ciudad de Raqqa después de una batalla de 3 días a principios de marzo de 2013. Después de la batalla, estos grupos sitiaron la 17.ª División, la 93.ª Brigada y la Base Aérea de Tabqa alrededor de Raqqa.
Desde abril de 2013, Liwa Thuwar al-Raqqa cooperó con el Frente al-Nusra, Ahrar al-Sham, el Estado Islámico de Irak y el Levante (ISIS) y otros grupos rebeldes en el área. En julio de 2013, el grupo agregó la palabra "islámico" a su nombre y apareció en una declaración conjunta con ISIL frente al estandarte Negro de este último. Sin embargo, a pesar de la cooperación pública, comenzaron a aumentar las tensiones entre Liwa Thuwar al-Raqqa, ISIS y Ahrar al-Sham. En septiembre de 2013, Liwa Thuwar al-Raqqa prometió lealtad al Frente al-Nusra, parte de Al-Qaeda. y pasó a formar parte de ella, aunque no se integró del todo en al-Nusra. Durante el tiempo que Liwa al-Thuwar al-Raqqa era parte de al-Nusra, luchó contra las YPG dirigidas por kurdos en Tell Abyad, y fue acusado por funcionarios kurdos de participación en el secuestro de kurdos en Siria y saqueo en la ciudad de Raqqa.
En enero de 2014, Liwa Thuwar al-Raqqa lideró el lucha contra ISIS en la ciudad de Raqqa, y fue expulsado del Frente al-Nusra. Después de que ISIL expulsó a Liwa Thuwar al-Raqqa y otros grupos rebeldes de la ciudad de Raqqa, Liwa Thuwar al-Raqqa se trasladó a la zona norte de la Gobernación de Raqqa y se alió con las YPG y el Frente kurdo. En julio de 2014, la facción y otros 10 grupos amenazaron con abandonar las gobernaciones de Aleppo y Raqqa si no recibían ayuda de otros rebeldes en su lucha contra ISIS.

En septiembre de 2014, Liwa Thuwar al-Raqqa se unió a la sala de operaciones conjuntas YPG-FSA Volcán del Éufrates, organizado por Estados Unidos a través del cruce fronterizo de Sanliurfa como parte del Programa Sirio de Tren y Equipo para luchar contra ISIS. A mediados de 2015, participó en la ofensiva dirigida por las YPG hacia la ciudad fronteriza siria de Tell Abyad. En junio, combatientes de Liwa Thuwar al-Raqqa estaban cerca de la frontera turca, mientras que el grupo también luchaba contra ISIL en la ciudad sureña de Ayn Issa, en la carretera de Raqqa. Liwa Thuwar al-Raqqa pudo crecer considerablemente en tamaño debido a la afluencia tanto de rebeldes de Turquía como de lugareños que querían luchar contra ISIS. Se desconoce el tamaño actual de la brigada, pero al menos se cuentan por cientos. En octubre de 2015, el grupo declaró que recibió equipo militar de Estados Unidos y YPG para luchar contra ISIS al norte de Raqqa. El grupo también declaró su intención de capturar la ciudad de Raqqa de ISIS.
 El analista Aymenn Jawad Al-Tamimi afirmó que Liwa Thuwar al-Raqqa quiere que Siria se convierta en un estado civil democrático unitario.

### Reorganización bajo el SDF
En noviembre de 2015, el grupo se fusionó con el Ejército Tribal de Tell Abyad para formar Jabhat Thuwar al-Raqqa, que se convirtió en parte de una Fuerzas Democráticas Sirias más grande en el norte de Siria. Sin embargo, algunos miembros de Jabhat Thuwar al-Raqqa no se unieron a las SDF, a pesar de que se unieron los líderes. Las tensiones entre las Unidades de Protección Popular) y el Ejército Tribal crecieron después de las supuestas atrocidades de las YPG contra las poblaciones árabes del norte de Siria. En respuesta, las YPG con sus aliados árabes bloquearon la región controlada por Jabhat Thuwar al-Raqqa, luego de que aumentaran los ataques de ISIL desde la región controlada por Jabhat Thuwar al-Raqqa, que se volvió susceptible a un Estado Islámico de Irak y el Levante ataque a fines de diciembre de 2015. El 6 de enero de 2016, el grupo emitió un comunicado en el que afirmaba que se estaba disolviendo como consecuencia del bloqueo, aunque se ha cuestionado la causa de la disolución. 
Después de disolverse, continuaron usando el nombre de Jabhat Thuwar al-Raqqa. A fines de 2015, el grupo reapareció y anunció que había decidido unirse a las Fuerzas Democráticas Sirias.
Tres de los antiguos subgrupos de Jabhat Thuwar al-Raqqa, la Brigada de los Halcones de Raqqa, la Brigada de los Mártires de Raqqa y la Brigada de Hombres Libres de Raqqa, participaron en la campaña de Raqqa. mientras que se planeó que Jabhat Thuwar al-Raqqa participara en la toma de la ciudad.
Durante la ofensiva de Raqqa, el buró político de Liwa Thuwar al-Raqqa condenó la ofensiva por estar dirigida por las YPG. Esto provocó tensiones entre el buró político del grupo, que se opone a las YPG, y el líder general y comandante militar de Jabhat Thuwar al-Raqqa, Abu Issa, aliado de las YPG.
 En respuesta, las SDF asediaron y allanaron la sede del grupo.
El 10 de diciembre de 2016 se anunció la segunda fase de la campaña de Raqqa. Jabhat Thuwar al-Raqqa participó en la ofensiva bajo las SDF. Las tensiones volvieron a aumentar el 25 de diciembre y, según los informes, varios comandantes militares en Jabhat Thuwar al-Raqqa anunciaron su deserción a la Brigada Raqqa Hawks. 2 días después, los comandantes de Thuwar al-Raqqa declararon en video que fueron capturados por la Brigada de Halcones de Raqqa y obligados a anunciar su deserción, y que todavía están con Thuwar al-Raqqa.
El 19 de mayo de 2017, Jabhat Thuwar al-Raqqa celebró una reunión con otros grupos miembros de las SDF para negociar el papel que jugaría el primero en la campaña de Raqqa. Después de que el comandante de las SDF, Hussam Awak, prometiera a la unidad que "su papel [en Al Raqa] será esencial, especialmente en los asuntos civiles y humanitarios", Jabhat Thuwar al-Raqqa envió un convoy de tropas para participar en la ofensiva.
En mayo de 2018, comenzaron a acumularse tensiones entre miembros de tribus árabes, incluida Liwa Thuwar al-Raqqa, y el resto de las SDF y las Fuerzas de Seguridad Interna de Raqqa (RISF) por cuestiones de reclutamiento en Raqqa. Se estableció un toque de queda tanto en la ciudad de Raqqa como en el resto de la gobernación el 23 de junio, cuando las SDF y la RISF sitiaron la sede de Thuwar al-Raqqa y arrestaron entre 90 y 200 de sus miembros al día siguiente. El 25 de junio, las SDF y la RISF capturaron a todos los combatientes de Thuwar al-Raqqa y sus armas en Raqqa, derrotaron por completo al grupo y se puso fin al toque de queda.
Tras la derrota de Liwa Thuwar al-Raqqa a manos de las SDF y la RISF, Abu Issa se reunió con líderes tribales y funcionarios de las SDF para hablar sobre la rendición y la reconciliación. Según los informes, le ofrecieron un puesto en el mando general de las SDF.  Abu Issa luego negaría haber sido arrestado por las SDF o la RISF.
Tras la derrota de Liwa Thuwar al-Raqqa a manos de las SDF y la RISF, Abu Issa se reunió con líderes tribales y funcionarios de las SDF para hablar sobre la rendición y la reconciliación. Según los informes, le ofrecieron un puesto en el mando general de las SDF. Abu Issa luego negaría haber sido arrestado por las SDF o la RISF.